# 宇宙战争DALLOS
宇宙战争DALLOS(原名DALLOS) 是日本1983年OVA動畫片，押井守早期代表作，被稱為OVA方式製作的始祖在動畫研究史上有特殊地位。

## 概要
21世紀末期地球人口過多陷入戰亂和資源稀少，但月球開發計畫帶來的大量礦物緩解問題讓地球生活重新穩定，60年後月球背面的礦物富集區成為大型礦業基地和殖民地，然而太空工作高度危險性使整個礦區維持軍事化管制傳統，對於軍管不滿的新一代土生土長月球青年組成了恐怖組織四處破壞訴求於月球獨立，因為月背永遠見不到地球所以月球新生代對地球情感淡漠一時之間恐怖組織逐漸坐大人數增多。
在月球上还存在着巨大的迷之机械建筑DALLOS，从上方看着像一张巨大的人脸拥有神秘的科技，神秘建筑從被開挖出來後就是老一辈月球移民心中的信仰認為其有某種神性和諭示著一種命運。其來源眾說紛紜，較為不信者認為是比礦工更早來的科學家集團為了某種實驗建造而將神祕說法斥為無稽之談，信仰者則認為是外星人或神的造物。
17歲的主角瞬是低階機械工，無意間遇到了獨立游擊隊領袖而捲入事件但內心抱持犹豫，同時新任警察司令阿雷克斯上任後展現了鐵腕做法，認為將叛亂者全部斬盡才是解決方案，其早年在地球軍校時見證過前往地球製造火車恐攻造成大量死傷的月球游擊隊來襲事件，從此抱持血戰到底觀點，但其女友在月球期間被游擊隊擄走，月球戰爭的攤牌時刻即將來臨...。

## 發售
1983时的日本动画录像带并不便宜，當时《宇宙战舰大和号》一卷能卖到近2万日元，25分钟的《铁臂阿童木》短篇售价也在1万日元左右。而《DALLOS》作为一部完全原创新作单卷的定价是6800日元，价格上有优势的，首先发售的第二卷销量到了1万份，总共4卷合计销量2万份，这部OVA总共的制作费大概在1亿日元左右所以有約兩三千萬日圓的獲利，從此顯示了OVA市場有可為開啟了這一新的銷售模式。